# MP Большой Медведицы
MP Большой Медведицы (лат. MP Ursae Majoris) — одиночная переменная звезда в созвездии Большой Медведицы на расстоянии приблизительно 3012 световых лет (около 924 парсеков) от Солнца. Видимая звёздная величина звезды — от +12,19m до +12,06m.

## Характеристики
MP Большой Медведицы — пульсирующая переменная звезда типа Дельты Щита (DSCT:).